# Courtieux
Courtieux település Franciaországban, Oise megyében. Lakosainak száma 174 fő (2022. január 1.). Courtieux Montigny-Lengrain, Bitry, Hautefontaine és Jaulzy községekkel határos.

## Népesség
A település népességének változása:
| Lakosok száma | 179  | 178  | 183  | 181  | 182  | 180  | 179  | 177  | 174  |
|               | 2013 | 2015 | 2016 | 2017 | 2018 | 2019 | 2020 | 2021 | 2022 |